# Bantustan

Các Bantustan tại Nam Phi trước năm 1994.

Bantustan (còn được gọi là quê hương của người Bantu, nhà nước của người da đen, quê hương của người da đen hoặc đơn giản là quê hương; tiếng Afrikaans: Bantoestan) là một vùng đất, lãnh thổ dành cho cư dân da đen ở Nam Phi và Tây Nam Phi (nay là Namibia), như một phần của chính sách phân biệt chủng tộc apartheid. Mười bantustan tại Nam Phi và mười bantustan khác tại Tây Nam Phi (lúc này vẫn thuộc chính quyền Nam Phi), với mục đích tập trung các thành viên của các nhóm dân tộc đã được chỉ định, do đó làm cho các bantustan trở nên đồng nhất về mặt dân tộc, tạo cơ sở cho khái niệm tự trị cho các nhóm dân tộc da đen khác nhau tại Nam Phi. Xét về Đạo luật Bantu năm 1970, người da đen bị tước quyền công dân Nam Phi, họ đã tước đi một số quyền chính trị và dân sự còn lại của họ ở Nam Phi, và biến họ thành công dân của những bantustan được chỉ định.
Chính quyền thực dân Anh vào thế kỷ 19, và các chính phủ Nam Phi tiếp theo, đã thành lập "các khu dành riêng" vào năm 1913 và 1936, với ý định tách biệt người Nam Phi da đen khỏi người da trắng. Khi Đảng Quốc gia lên nắm quyền vào năm 1948, Bộ trưởng Bộ Nội vụ (và sau này là Thủ tướng Nam Phi) Hendrik Frensch Verwoerd giới thiệu một loạt các biện pháp định hình lại xã hội Nam Phi sao cho người da trắng chiếm đa số. Việc tạo ra các bantustan là một yếu tố trung tâm của chiến lược này, vì mục tiêu dài hạn là làm cho các bantustan trở nên độc lập. Do đó, người da đen sẽ mất quyền công dân và quyền bầu cử ở Nam Phi, cho phép người da trắng vẫn kiểm soát Nam Phi. Thuật ngữ bantustan được sử dụng lần đầu tiên vào cuối những năm 1940, trong đó Bantu nghĩa là người trong một số ngôn ngữ của thổ dân châu Phi và stan (một hậu tố có nghĩa là vùng đất trong tiếng Ba Tư và một số ngôn ngữ chịu ảnh hưởng của tiếng Ba Tư ở Tây Á, Trung Á và Nam Á).
Bốn bantustan tại Nam Phi—Transkei, Bophuthatswana, Venda, và Ciskei (còn được gọi là "Nhà nước TBVC") đã đơn phương tuyên bố độc lập, nhưng không được công nhận bên ngoài Nam Phi, những bantustan khác (như KwaZulu, Lebowa, QwaQwa) được trao quyền tự trị một phần nhưng chưa bao giờ được trao quyền độc lập. Tại Tây Nam Phi, Ovamboland, Kavangoland và Đông Caprivi được trao quyền tự quyết. Bantustan đã bị giải thể với sự kết thúc của chế độ apartheid và tái gia nhập Nam Phi vào năm 1994.

## Danh sách các Bantustan

### Bantustan tại Nam Phi
| Bantustan      | Thủ phủ                                               | Bộ lạc | Các năm thuộc chính phủ | Các năm độc lập trên danh nghĩa |
| -------------- | ----------------------------------------------------- | ------ | ----------------------- | ------------------------------- |
| Transkei       | Umtata                                                | Xhosa  | 1963–1976               | 1976–1994                       |
| Bophuthatswana | Mmabatho (1977–1994) Mafeking (tạm thời, until 1977)  | Tswana | 1972–1977               | 1977–1994                       |
| Venda          | Thohoyandou (1979–1994) Sibasa (tạm thời, until 1979) | Venda  | 1973–1979               | 1979–1994                       |
| Ciskei         | Bisho (1981–1994) Zwelitsha (tạm thời, until 1981)    | Xhosa  | 1972–1981               | 1981–1994                       |